# Lamentabili
Das Dekret Lamentabili sane exitu des Sanctum Officium vom 3. Juli 1907, oft auch kurz Lamentabili genannt, verwirft 65 irrige Sätze (Propositionen) bezüglich des Verhältnisses von Exegese und Lehramt, der Inspiration und Irrtumslosigkeit der Bibel, des Dogmenverständnisses, der Christologie, Sakramentenlehre und Kirchengründung. Das Dekret wurde auch bekannt als Kleiner Syllabus oder als Syllabus Pius’ X., in Anlehnung an die Sammlung Syllabus errorum mit 80 modernen Irrtümern, veröffentlicht von Papst Pius IX. im Dezember 1864.
Dieses Dekret ist im Kontext der Maßnahmen gegen den sogenannten Modernismus in der Katholischen Kirche zu sehen, insbesondere zusammen mit der Enzyklika Pascendi Papst Pius X. von 1907 und dem Antimodernisteneid von 1910. Der Begriff Modernismus kommt in dem Dekret aber noch nicht vor. Es ist im Wesentlichen gegen den französischen Exegeten Alfred Loisy gerichtet.
Beispiele für verurteilte Irrlehren:
- 2: Die von der Kirche gegebene Auslegung der heiligen Bücher ist zwar nicht zu verachten, sie unterliegt jedoch der genaueren Beurteilung und Berichtigung seitens der Exegeten.
- 4: Das Lehramt der Kirche vermag den wirklichen Sinn der heiligen Schrift auch selbst durch dogmatische Entscheidungen nicht festzustellen.
- 35: Christus hatte nicht immer das Bewusstsein seiner messianischen Würde.
- 64: Der wissenschaftliche Fortschritt verlangt, dass die Auffassung der christlichen Lehre von Gott, von der Schöpfung, von der Offenbarung, von der Person des Fleischgewordenen Wortes, und von der Erlösung, reformiert werden.

Die Vossische Zeitung schrieb im Juli 1907 über das Dekret: „Jede dieser Syllabussätze ist ein Schlag gegen die Wissenschaft, genauer gegen die Religionswissenschaft, denn darauf beschränkt sich Pius' X. Katalog der Irrtümer. [...] Durch diese Erklärung wird der katholische Gelehrte aus dem Kreise der wissenschaftlichen Religionsforscher ausgeschlossen.“ Es habe den Anschein, als sollte das Dekret in der katholischen Theologie „zur Ausrottung aller wirklich wissenschaftlichen Regungen benutzt werden.“ Das Dekret richte sich in erster Linie gegen katholische Gelehrte in Deutschland und Frankreich, die „unter dem zwingenden Eindruck neugewonnener religionsgeschichtlicher Einsichten den ehrlichen Versuch gemacht“ hätten, „die Methode der exakten historischen Forschung in die katholische Theologie zu verpflanzen.“ Katholische Intellektuelle, „deren Gemüt durch eine pietätvolle Frömmigkeit noch an die Kirche gebunden ist, und deren Herz von der Idee einer reformablen Papstkirche nicht lassen will“, würden durch das Dekret „aufs schroffste“ von der Kirche abgestoßen. Die Kölnische Zeitung schrieb im Juli 1907 über das Dekret: „Der Satz des Kardinals Manning ‚Das Dogma muss die Geschichte besiegen‘ feiert hier im Syllabus seinen vollkommensten Triumph. [...] Es ist ein gründliches Reinemachen in der Theologie, das hier Pius X. besorgen lässt, und wer sich dem Verdammungsurteil unterwirft, darf ruhig seinen Namen aus den Reihen der Vertreter der Wissenschaft streichen lassen.“